# Zadní Střítež
Zadní Střítež település Csehországban, a Tábori járásban. Zadní Střítež Pojbuky, Těchobuz és Pacov településekkel határos. Lakosainak száma 33 fő (2024. január 1.).

## Népesség
A település lakosságának változását az alábbi diagram mutatja:
| Lakosok száma | 349  | 343  | 304  | 173  | 87   | 31   | 30   | 34   | 34   | 33   |
|               | 1869 | 1900 | 1921 | 1961 | 1980 | 2011 | 2016 | 2019 | 2021 | 2024 |